# Miroslav Kubes
Miroslav Kubes (5. dubna 1924, Prostějov - 21. ledna 2000) byl český hokejový obránce.

## Hokejová kariéra
Za československou reprezentaci odehrál v roce 1951 celkem 2 utkání. Hrál za TJ Železárny Prostějov.